# Brouwerij Piessens
Brouwerij Piessens was een Belgische brouwerij in de Oost-Vlaamse gemeente Temse.
Brouwerij Piessens werd opgericht in september 1988 maar moest de deuren sluiten na een brand in 1995.  Een deel van de installaties werden verkocht aan Bart Desaeger die hiermee brouwerij Den Hopperd opstartte.

## Bieren[1]
Onderstaande bieren werden gebrouwen in deze brouwerij:
- Anita & Jan 31.01.1992
- Antwerps Wit Bier
- Bierefluiter 7,50%
- "De Bonte Hond" Witbier
- Douwke 7,5%
- Dubbele Toren
- Gids em Bitterscout 5%
- Gids em Bitterscout 7,5%
- Frateur 7,50%
- Kaailoper 6,00%
- Kapoentje 7,50%
- Lange Jan 5% Zilver
- Lange Jan 6% Gold
- Lange Jan 7,5% Gold
- 't Meeuwken
- De Netheling
- Niemerke 9,50%
- Nieemerke chiro schelle 6,00%
- Oberkerst
- Promesse 8,50%
- Promesse ambachtelijk gebrouwen 7,50%
- Sublim 8,20%
- Sublim kriek
- Sublim Light 6,50%
- Uilebier
- De Wandeling
- Witbier van Temse 7,50%
- Woudloper